# Copiapoa coquimbana
Copiapoa coquimbana es una especie de planta suculenta perteneciente al género Copiapoa, dentro de la familia Cactaceae. Es endémica de Chile (desde el sudoeste de Antofagasta hasta Coquimbo).

## Descripción
Copiapoa coquimbana es una especie de cactus que crece en grupos y forma grandes cojines o montículos. Los tallos se ramifican vigorosamente desde la base y su forma va de esférica a cilíndrica corta. Tienen la epidermis de color verde brillante a verde azulado y su consistencia es relativamente blanda. Miden de 5 a 14 cm de diámetro, presentan el ápice con una masa densa de lana blanca larga (particularmente en el momento de la floración) y tienen un sistema radicular poco profundo.

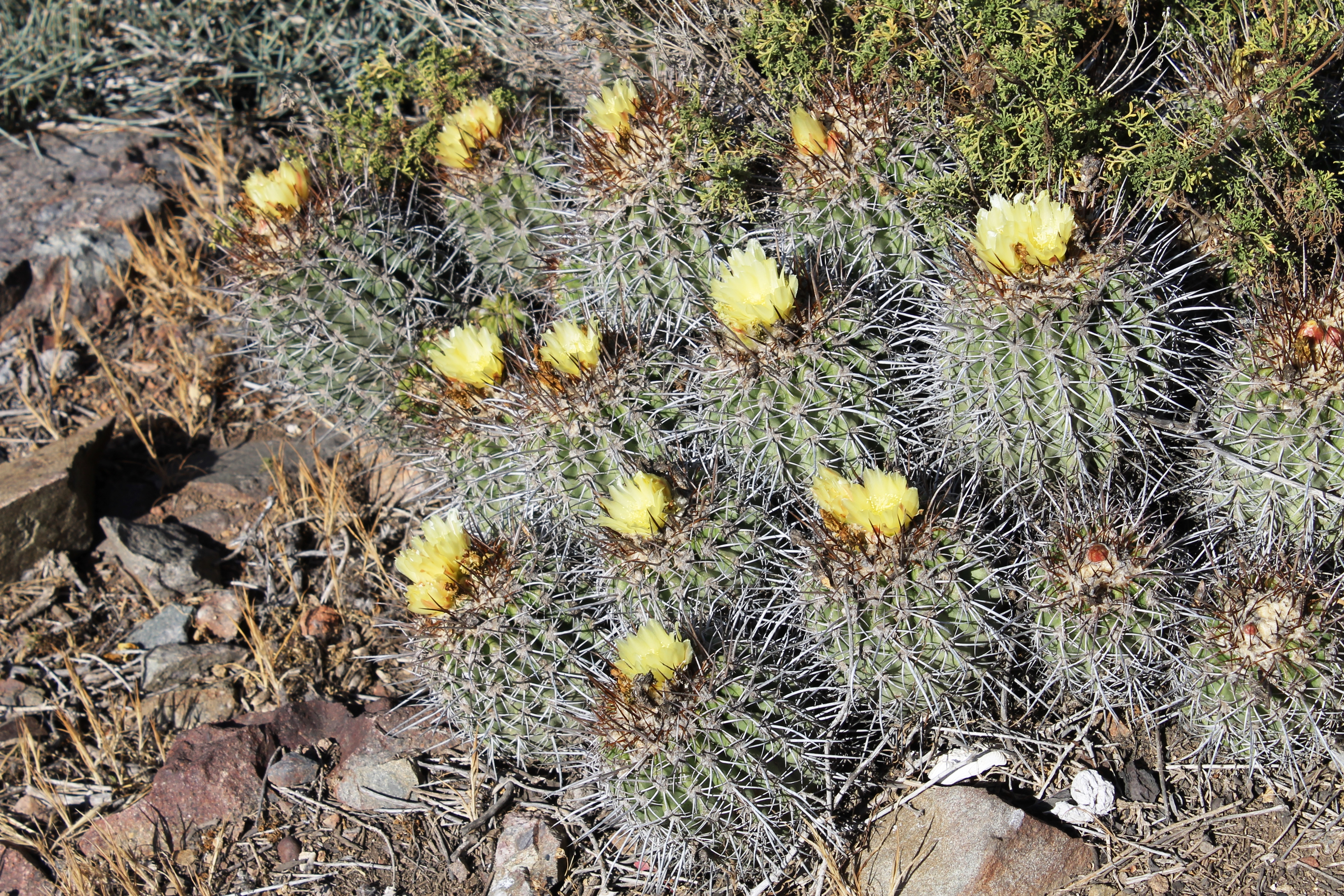
Planta en floración

Presentan de 10 a 20 costillas romas o más o menos arqueadas, y están divididas en tubérculos, especialmente en especímenes jóvenes. Sobre ellas se asientan areolas convexas de 0,5 a 1 cm de diámetro. Están separadas unas de otras de 0,5 a 2 cm, y aunque inicialmente están cubiertas de lana corta, con el tiempo se vuelven desnudas. Tienen espinas que aunque inicialmente son de color negro, se vuelven grises con el tiempo. Entre ellas se distinguen de 0 a 3 espinas centrales gruesas de 3 a 6 cm de largo. También hay de 4 a 9 espinas radiales robustas, bastante delgadas o ligeramente curvadas, de 1 a 5 cm de largo.
Las flores son de color amarillo o rojizo por dentro, y rojas o marrones por fuera. Miden de 2,5 a 5,5 cm de longitud y están perfumadas. Los frutos son de color marrón rojizo y miden 1,5 cm diámetro. En su interior contienen semillas de 2 mm de longitud y 1,5 mm de diámetro.

## Distribución y hábitat

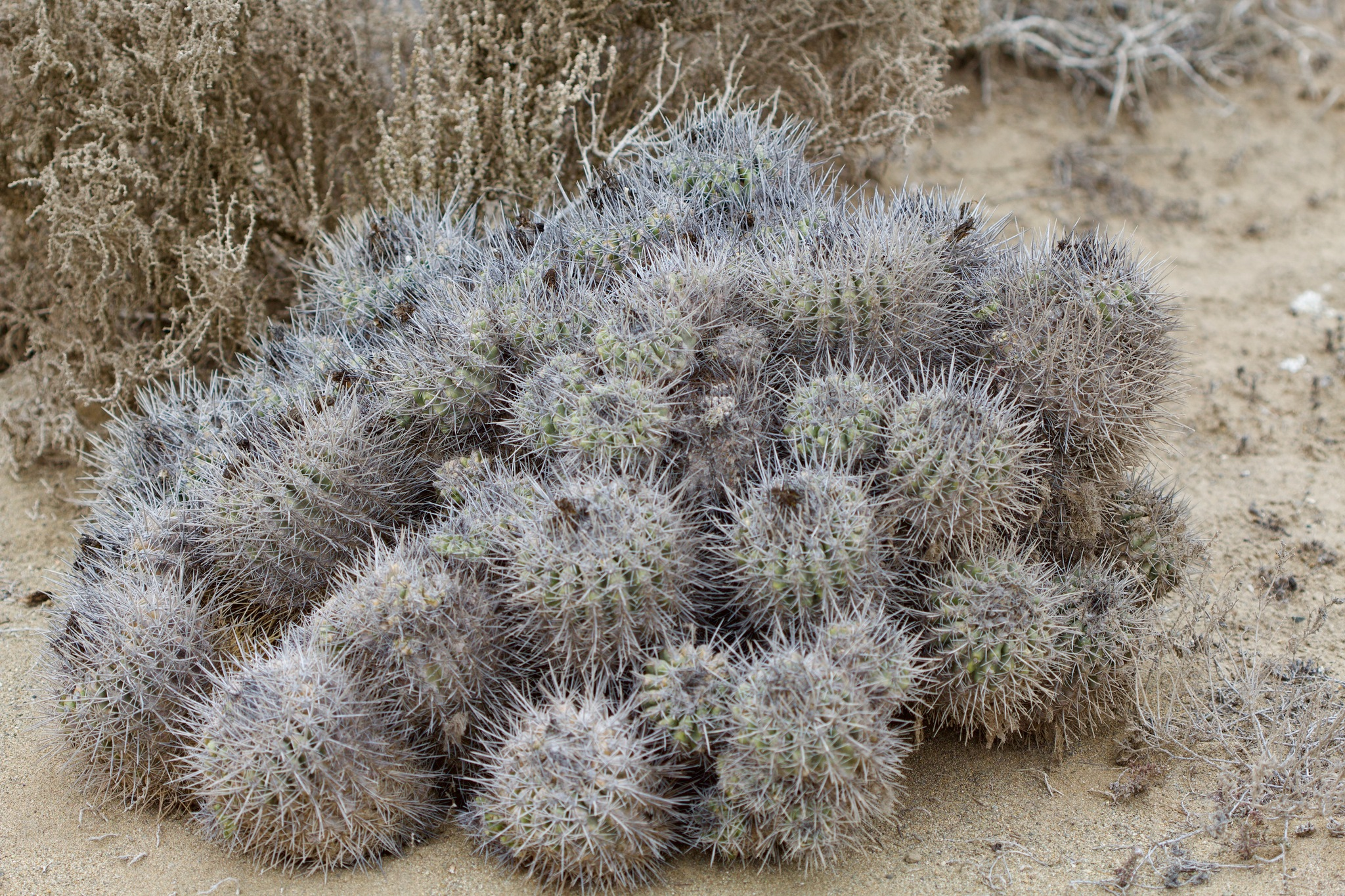
En su hábitat

El área de distribución nativa de esta especie es Chile (desde el sudoeste de Antofagasta hasta Coquimbo) y crece principalmente en biomas desérticos o de matorrales secos, desde la costa hasta los 800 m de altitud. Se desarrolla tanto en terrazas litorales como en laderas de exposición norte.

## Taxonomía
La primera descripción de esta especie fue como Echinocactus coquimbanus, publicada en 1885 por los botánicos alemanes Wilhelm Friedrich von Karwinsky von Karwin y Karl Theodor Rümpler en el libro  Handbuch der Cacteenkunde, ed. 2: 601.
Posteriormente, los botánicos estadounidenses Nathaniel Lord Britton y Joseph Nelson Rose colocaron la especie en el género Copiapoa, pasando a llamarse Copiapoa coquimbana y anotando estos cambios en el libro The Cactaceae; descriptions and illustrations of plants of the cactus family 3: 87 en el año 1922.
Etimología
- Copiapoa: nombre genérico que hace referencia a la ciudad chilena de Copiapó, ubicada en el desierto de Atacama, lugar donde se encuentran la mayoría de las especies de este género.
- coquimbana: epíteto geográfico que hace referencia a la localidad de Coquimbo, lugar donde se encuentra la especie.[8]

### Subespecies
Actualmente se distinguen tres subespecies:
| Imagen | Subespecie                                                             | Descripción                             | Distribución                                                     |
| ------ | ---------------------------------------------------------------------- | --------------------------------------- | ---------------------------------------------------------------- |
|        | Copiapoa coquimbana subsp. coquimbana                                  | Espinas de color negro a gris.          | norte de Chile (desde el sudoeste de Antofagasta hasta Coquimbo) |
|        | Copiapoa coquimbana subsp. rubispina Piombetti                         | Espinas de color rojo.                  | Norte de Chile                                                   |
|        | Copiapoa coquimbana subsp. wagenknechtii (F.Ritter) M.H.J.van der Meer | Espinas robustas de color negro a gris. | Centro de Chile (Coquimbo)                                       |

Sinonimia
- Sinónimos de Copiapoa coquimbana subsp. coquimbana:
  - Cereus pepinianus Lem. ex Salm-Dyck (1845)
  - Copiapoa alticostata F.Ritter (1963)
  - Copiapoa coquimbana var. alticostata (F.Ritter) A.E.Hoffm. (1989)
  - Copiapoa coquimbana subsp. andina I.Schaub & Keim (2009)
  - Copiapoa neocoquimbana Y.Itô (1981)
  - Copiapoa pepiniana (Lem. ex Salm-Dyck) Backeb. (1936)
  - Copiapoa pseudocoquimbana var. chaniarensis F.Ritter (1980)
  - Copiapoa pseudocoquimbana var. domeykoensis F.Ritter (1980)
  - Copiapoa pseudocoquimbana var. vulgata F.Ritter (1963)
  - Copiapoa sarcoana I.Schaub & Keim (2012)
  - Copiapoa serenana Voldan (1976)
  - Neoporteria pepiniana (Lem. ex Salm-Dyck) Borg (1937)

- Sinónimos de Copiapoa coquimbana subsp. rubispina: (No tiene sinónimos)
- Sinónimos de Copiapoa coquimbana subsp. wagenknechtii:
  - Copiapoa coquimbana var. wagenknechtii F.Ritter (1963)
  - Copiapoa neocoquimbana var. wagenknechtii (F.Ritter) Y.Itô (1981)

## Estado de conservación
En la Lista Roja de Especies Amenazadas de la UICN, la especie está clasificada como de “Preocupación Menor (LC)”.
La principal amenaza que sufre esta especie a largo plazo, es el proceso de desertificación debido a la disminución en las precipitaciones por el cambio climático. Además, a corto plazo tiene un efecto muy negativo la ampliación de zonas urbanas, la construcción de tranques y los trabajos agrícolas.

## Usos

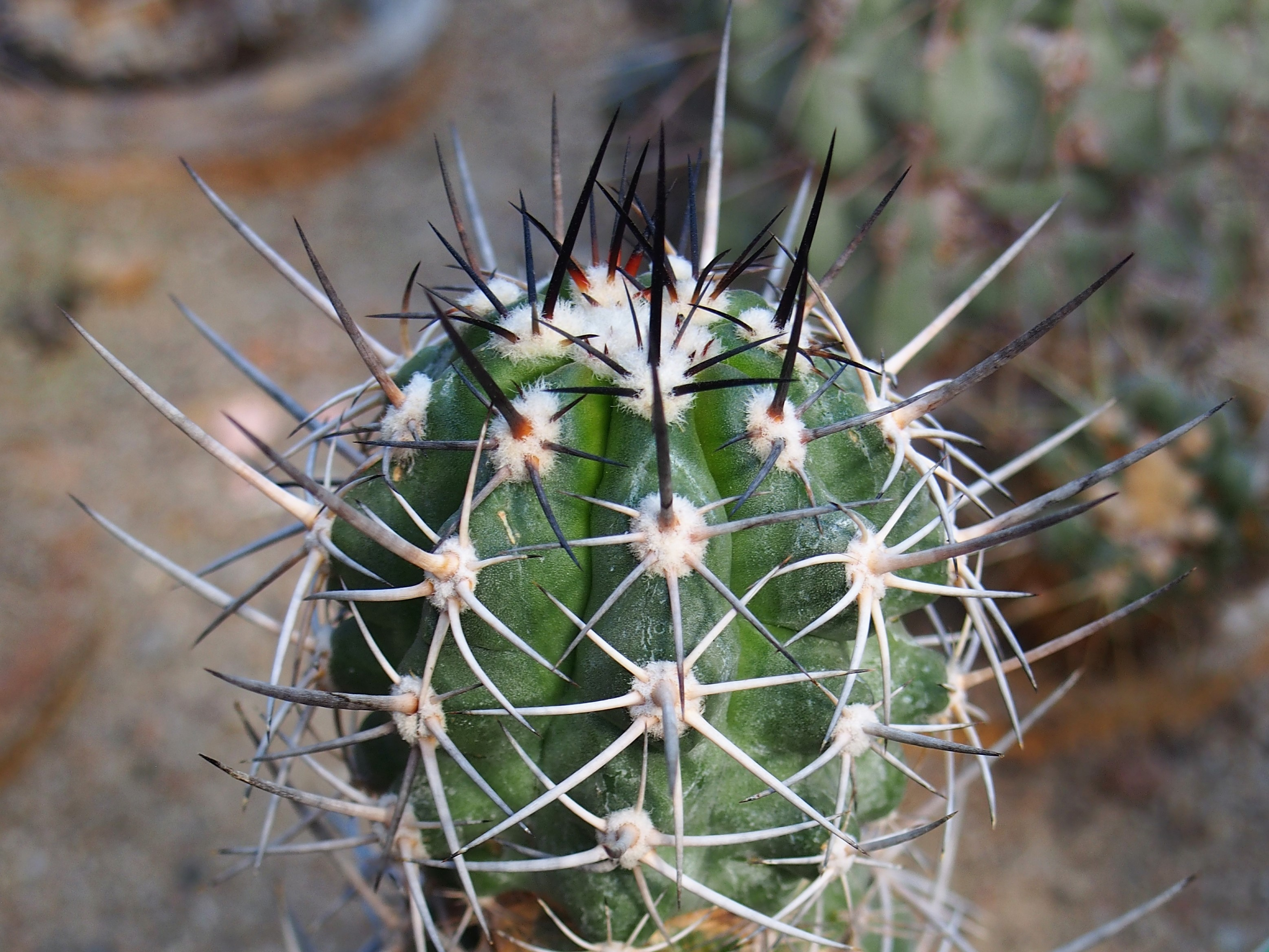
En cultivo

Se cultiva principalmente como planta ornamental y su propagación se realiza a través de esquejes o semillas.